# Carpodacus stoliczkae
Il carpodaco pallido (Carpodacus stoliczkae (Hume, 1874)) è un uccello passeriforme della famiglia dei Fringillidi.

## Etimologia
Il nome scientifico della specie, stolickzae, venne scelto in omaggio all'ornitologo ceco Ferdinand Stolička, che ne ottenne i primi esemplari durante la sua ultima spedizione in Turkestan.

## Descrizione

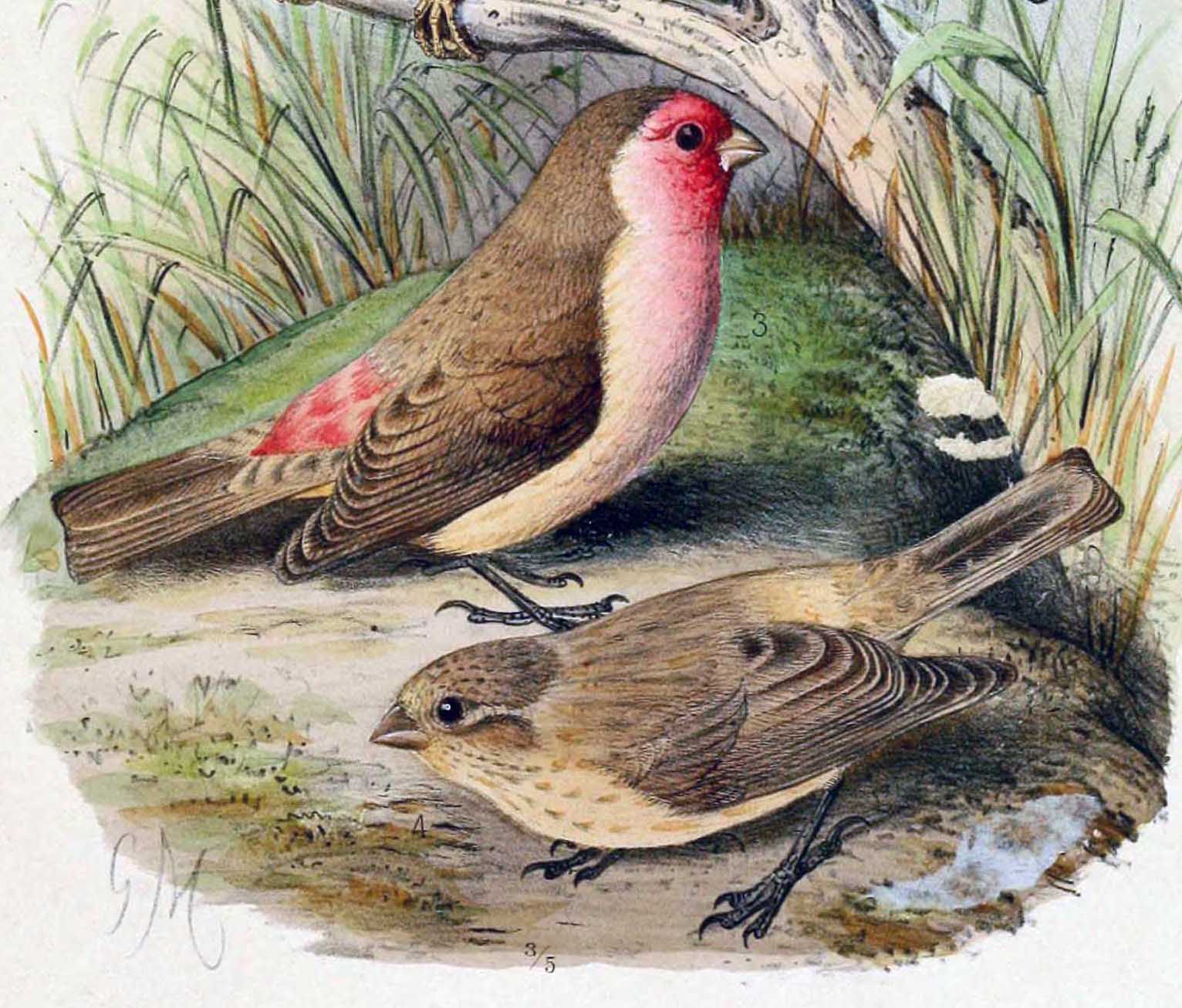
Coppia in un'illustrazione del 1891: maschio in alto.

### Dimensioni
Misura 14,5–16 cm di lunghezza, per 17-24 g di peso.

### Aspetto
Si tratta di uccelli dall'aspetto robusto e massiccio, muniti di testa tondeggiante con grandi occhi e becco conico, ali allungate e coda dalla punta lievemente forcuta.
Il dimorfismo sessuale è ben evidente: il piumaggio, infatti, nei maschi è di colore rosa su testa (più carico sulla faccia) e petto, mentre su ventre e fianchi si schiarisce e sul sottocoda è bianco, mentre nelle femmine l'area ventrale è di color beige, e in ambedue i sessi dorsalmente la livrea è di color sabbia (da cui il nome comune della specie), col codione che nei maschi è anch'esso rosa carico. In ambedue i sessi, il becco è di colore nerastro, con orli e base più chiari e tendenti all'avorio nella femmina e al giallino nel maschio, mentre le zampe sono anch'esse nerastre e gli occhi sono di colore bruno scuro.

## Biologia
Si tratta di uccelli diurni, che vivono in coppie o in gruppetti, i quali passano la maggior parte della giornata al suolo alla ricerca di cibo. 

### Alimentazione
Si tratta di uccelli granivori, che si nutrono in prevalenza di semi, ma anche di foglioline, germogli, bacche e fiori di una varietà di piante erbacee, nonché sporadicamente anche di piccoli invertebrati.

### Riproduzione
Essendo il carpodaco pallido stato considerato a lungo una sottospecie, mancano studi approfonditi su alcune fasi della sua vita, fra cui la riproduzione: nonostante ciò, è verosimile che essa non si differenzi in maniera significativa, per modalità e tempistica, rispetto a quanto osservabile nelle specie affini.

## Distribuzione e habitat
Con tre popolazioni disgiunte, il carpodaco pallido abita l'Afghanistan centro-settentrionale, il Turkestan orientale e la Cina centro-meridionale.
L'habitat di questi uccelli è rappresentato dalle aree rocciose secche, con presenza di vegetazione sparsa.

## Sistematica
Se ne riconoscono tre sottospecie:
- Carpodacus stoliczkae stoliczkae (Hume, 1874) – la sottospecie nominale, diffusa nell'area fra l'Uiguristan sud-occidentale e il Quinghai nord-occidentale;
- Carpodacus stoliczkae salimalii (Meinertzhagen, 1938) – endemica dell'Hindu Kush;
- Carpodacus stoliczkae beicki (Stresemann, 1930) – diffusa nel Quinghai orientale e nel Gansu sud-occidentale;

In passato, le tre sottospecie venivano considerate sottospecie dell'affine carpodaco del Sinai, coi nomi rispettivamente di C. synoicus stoliczkae, C. synoicus salimalii e C. synoicus beicki: in seguito alle analisi del DNA mitocondriale, tuttavia, si è preferito separare le due popolazioni, elevando quelle più orientali al rango di specie a sé stante.